# 걸어서 하늘까지 (영화)
"걸어서 하늘까지"는 1992년에 개봉한 대한민국의 멜로 영화이다.

## 줄거리
1년간 감방생활을 마치고 출감한 물새는 자신의 구역에서 소매치기를 하던 지숙을 자기 패로 끌어들이며 서서히 사랑을 느끼게 된다. 어느날 정만의 지갑을 훔친 지숙은 지갑안의 등록금을 보고 자신의 과거를 생각하며 지갑을 돌려주는데, 정만은 그녀의 당돌함에 배어있는 외로움을 느끼고는 진심으로 그녀에게 접근한다. 위기감을 느낀 물새는 정만을 구타하지만 정만의 확고한 의지에 패배감을 느끼고 지숙을 놓아준다. 지숙은 자신의 과거를 숨기고 약혼식을 올리지만 자신에게 과거의 흔적을 발견하고는 혼란에 빠져든다. 한편 방황하던 물새는 죽음 직전에 있는 지숙의 오빠를 발견해 병원으로 옮기고 수술비를 마련하기 위해 우발적인 살인을 저지른다. 같은 시기에 지숙의 과거를 알게 된 정만은 지숙에게 흔들리고 있는 자신에 대한 혐오감으로 고민과 갈등에 휩싸인다. 그런 정만의 곁을 스스로 떠나기로 결심한 지숙은 물새의 범행을 접하게 된다. 시시각각으로 조여오는 경찰의 포위망 속에서 정만을 찾아간 물새는 지숙의 정만을 향한 사랑과 함께 지숙을 당부하고, 지숙은 결국 마지막 방법을 택하는 물새를 보며 오열을 터뜨리고 만다.

## 캐스팅
- 배종옥 : 지숙 역
- 정보석 : 물새 역
- 강석우 : 정만 역
- 송옥숙
- 김용건
- 임창정 : 소매치기 역
- 조준형
- 윤선빈
- 심재림
- 유식
- 차재홍
- 박지수
- 서준용
- 신귀식
- 원종례
- 손호균
- 문미봉
- 장정국
- 엄춘배
- 김두찬
- 박상돌
- 민응식
- 차기환
- 김경란
- 박예숙
- 유명순
- 조학자
- 박용팔
- 이민용
- 홍명구
- 임동문
- 유영철
- 이동권
- 심재무
- 지상문
- 김성근
- 장순천 (특별출연)
- 김선경 (특별출연)
- 김윤희 (특별출연)
- 최학락 (특별출연)
- 박철구 (특별출연)
- 임종수 (특별출연)
- 정흥채 (특별출연)
- 박응순 (특별출연)

## 수상
- 1992년 제3회 춘사영화상
  - 미술상 - 조융삼
  - 조명상 - 김강일
  - 촬영상 - 박승배
- 1992년 제30회 대종상
  - 신인감독상 - 장현수
  - 각색상 - 곽지균
  - 편집상 - 김현
- 1993년 제29회 백상예술대상
  - 영화부문 신인감독상 - 장현수
  - 영화부문 여자최우수연기상 - 배종옥